# Падіння Олімпу
«Падіння Олімпу» (англ. Olympus Has Fallen) — американський бойовик режисера Антуана Фукуа, що вийшов 2013 року. У головних ролях Джерард Батлер, Аарон Екгарт і Морган Фрімен.
Сценаристами були Крейтон Ротенберґер і Катрін Бенедикт, продюсерами — Джерард Батлер, Марк Гілл, Алан Сигел та інші. Вперше фільм продемонстрували 18 березня 2013 року у Голлівуді, США. В Україні у кінопрокаті прем'єра фільму відбулась 4 квітня 2013.

## Сюжет
Майк Беннінг вже давно не служить в президентській охороні, але з волі випадку йому доведеться ще раз захистити главу США. Група терористів захоплює Білий Дім і бере в заручники президента. Врятувати главу держави може тільки Майк, який абсолютно випадково опиняється в будівлі.

## У ролях
| Актор            | Персонаж                              | Роль                                          |
| ---------------- | ------------------------------------- | --------------------------------------------- |
| Джерард Батлер   | Майк Беннінг англ. Mike Banning       | агент Секретної служби                        |
| Аарон Екгарт     | Бенджамін Ашер англ. Benjamin Asher   | президент США                                 |
| Морган Фрімен    | Мартін Трамбулл англ. Martin Trumbull | конгресмен, спікер Палати                     |
| Рік Юн           | Канґ англ. Kang                       | помічник міністра закордонних справ, терорист |
| Анджела Бассетт  | Лінн Джейкобс англ. Lynne Jacobs      | директор Секретної служби                     |
| Роберт Форстер   | Едвард Клеґґ англ. Edward Clegg       | генерал, начальник штабу Армії США            |
| Коул Гаузер      | Рома англ. Roma                       | агент секретної служби                        |
| Ешлі Джад        | Маргарет Ашер англ. Margaret Asher    | дружина Бенджаміна, перша леді США            |
| Фінлі Якобсен    | Коннор Ашер англ. Connor Asher        | син Бенджаміна та Коннор                      |
| Ділан Макдермотт | Форбс англ. Forbes                    | колишній агент секретної служби               |
| Мелісса Лео      | Рут Макміллан англ. Ruth McMillan     | міністр оборони                               |
| Рада Мітчелл     | Лія Беннінг англ. Leah Banning        | дружина Майка, медсестра                      |

## Сприйняття

### Критика
Фільм отримав здебільшого змішано-позитивні відгуки: Rotten Tomatoes дав оцінку 48 % на основі 180 відгуків від критиків (середня оцінка 5,4/10) і 67 % від глядачів (145,639 голосів). Загалом на сайті фільм має змішаний рейтинг, фільму зарахований «гнилий помідор» від кінокритиків, проте «попкорн» від глядачів, Internet Movie Database — 6,5/10 (152 843 голоси), Metacritic — 41/100 (31 відгук критиків) і 5,8/10 від глядачів (304 голоси). Загалом на цьому ресурсі від критиків фільм отримав змішані відгуки, а від глядачів — позитивні.

### Касові збори
Під час показу в Україні, що розпочався 4 квітня 2013 року, протягом першого тижня фільм був показаний у 59 кінотеатрах і зібрав 143,266 $, що на той час дозволило йому зайняти 3-тє місце серед усіх прем'єр. Показ стрічки протривав 4 тижні і завершився 19 травня 2013 року. За цей час стрічка зібрала 285,804 $. Із цим показником стрічка зайняла 78 місце у кінопрокаті за касовими зборами в Україні 2013 року.
Під час показу у США протягом першого тижня фільм був показаний у 3,098 кінотеатрах і зібрав 30,373,794 $, що на той час дозволило йому зайняти 2-ге місце серед усіх прем'єр. Показ фільму протривав 112 днів (16 тижнів) і завершився 11 липня 2013 року. За цей час фільм зібрав у прокаті у США 98,925,640  доларів США (за іншими даними 98,927,592 $), а у решті світу 62,100,000 $ (за іншими даними 51,634,572 $), тобто загалом 161,025,640 $ (за іншими даними 150,562,164 $) при бюджеті 70 млн $.

### Нагороди і номінації[12]
| Рік  | Нагорода                                           | Категорія                                              | Номінант     | Результат |
| ---- | -------------------------------------------------- | ------------------------------------------------------ | ------------ | --------- |
| 2013 | Washington DC Area Film Critics Association Awards | Премія Джо Барбера за найкраще відображення Вашингтона | стрічка      | Номінація |
| 2013 | IGN Summer Movie Awards                            | Найкращий бойовик                                      | стрічка      | Номінація |
| 2013 | IGN Summer Movie Awards                            | Найкращий бойовик — вибір глядачів                     | стрічка      | Перемога  |
| 2014 | BET Awards                                         | Найкращий режисер                                      | Антуан Фукуа | Номінація |

### Виноски
1. 1 2  Olympus Has Fallen: Release Info (англ.). Internet Movie Database. Процитовано 27 вересня 2014.
2. 1 2  Падіння Олімпу. Kino-teatr.ua. Архів оригіналу за 2 серпня 2014. Процитовано 27 вересня 2014.
3. 1 2  Olympus Has Fallen (англ.). Internet Movie Database. Архів оригіналу за 24 грудня 2017. Процитовано 27 вересня 2014.
4. 1 2 3 4 5  Olympus Has Fallen (англ.). Box Office Mojo. Архів оригіналу за 19 червня 2015. Процитовано 27 вересня 2014.
5. 1 2 3 4 5  Olympus Has Fallen (англ.). The Numbers. Архів оригіналу за 11 жовтня 2014. Процитовано 27 вересня 2014.
6. ↑  Olympus Has Fallen (англ.). AllMovie. Архів оригіналу за 27 вересня 2013. Процитовано 27 вересня 2014.
7. ↑  Olympus Has Fallen: Full Cast & Crew (англ.). Internet Movie Database. Процитовано 27 вересня 2014.
8. ↑  Olympus Has Fallen (англ.). Rotten Tomatoes. Архів оригіналу за 10 жовтня 2014. Процитовано 27 вересня 2014.
9. ↑  Olympus Has Fallen (англ.). Metacritic. Архів оригіналу за 1 лютого 2013. Процитовано 27 вересня 2014.
10. ↑  Olympus Has Fallen — Ukraine Weekend Box Office (англ.). Box Office Mojo. Архів оригіналу за 29 жовтня 2015. Процитовано 27 вересня 2014.
11. ↑  Ukraine Yearly Box Office. 2013 (англ.). Box Office Mojo. Архів оригіналу за 23 листопада 2013. Процитовано 27 вересня 2014.
12. ↑  Olympus Has Fallen: Awards (англ.). Internet Movie Database. Архів оригіналу за 7 квітня 2015. Процитовано 27 вересня 2014.